# زياد بن صالح الحارثي
زياد بن صالح الحارثي: هو قائد شجاع موالٍ لبني العباس، وهو أحد قادة معركة نهر طلاس التي كانت بين الدولة العباسية من جهة، وسلالة تانج الحاكمة من جهة أخرى، وقد كانت عام 751م، وكانت على سلالة تانج الحاكمة.
كان من عمّال أبي مسلم الخراساني. وعمل معه على إخماد ثورة شريك المهري سنة 133 هـ، وساعده في قمع ثورات أخرى. لكنه ما لبث أن انقلب على أبي مسلم نفسه في بلخ سنة 135 هـ قائلاً: «لقد بايعناهم على العدل...وما أبو مسلم إلاّ ظالم جائر..وإنه مخالف أفسد قلوب أهل خراسان». فقام أبو مسلم بقمع ثورته، لكن زياد نجا، ولجأ إلى الدهاقنة، فقام الدهقان بقتله، وتسليم رأسه إلى أبي مسلم. 

## معركة نهر طلاس
معركة نهر طِلاس وقعت عام 751 ميلادية. في إطار الفتوح الإسلامية بآسيا، وفيها أوقع المسلمون هزيمة ساحقة بالجيش الصيني، لكن النصر الإسلامي تم بكلفة كبيرة وضعت حدًا للفتوح الإسلامية شرقًا. كانت أكثر المعارك الإسلامية توغلا في قلب آسيا كان الأكثر أهمية في هذه المعركة هو أسر بعض صناع الورق الصينيين، ومنهم انتقل سر صناعة الورق إلى بغداد ودمشق والقاهرة، ثم الأندلس ومنها إلى أوروبا وسائر العالم